# Energiewirtschaft
Der Begriff Energiewirtschaft umschreibt wirtschaftliche Strukturen zur Gewinnung und Bereitstellung von Energie. Dazu zählt Stadtgas, Erdgas, flüssige Kraftstoffe, elektrische Energie, Fernwärme, Öl und feste Energieträger wie Kohle, Koks, Torf und Holz.
Die Öl- und Gasindustrie werden nach internationalem Brauch in Upstream, Midstream und Downstream untergliedert. Dabei zählt zum Upstreambereich die Förderung von Öl und Gas. Midstream sind die Raffinerien, die Lagerung, Pipelines und Interkontinentaltanker für den Transport, die Speicherung von Rohprodukten und die kaufmännische Seite des Imports. Downstream ist der letzte Sektor der Öl- und Erdgasindustrie. Hier wird das Rohöl und Erdgas in Tausende von Fertigprodukten gewandelt und an den Endkunden vertrieben.
Bei der Gewinnung und Bereitstellung von Steinkohle sind teilweise vergleichbare Marktstrukturen vorhanden, während Braunkohle in der Regel von demselben Unternehmen gefördert und an Ort und Stelle verstromt wird.
Zu den Akteuren der Energiebranche zählen auch Stromerzeuger und Energieversorger (EVU), Netzbetreiber, Speicherbetreiber sowie der Anlagen- und Systembau mitsamt deren Finanzierung und Wartung. Energieversorger sind Unternehmen, die elektrische Energie, Gas und Fernwärme über ein öffentliches Netz verteilen.

## Bedeutung der Energiewirtschaft
Die Energiewirtschaft hat eine große volkswirtschaftliche Bedeutung und ist somit Gegenstand staatlicher Strategien, wie der Erschließung sibirischer Öl- und Gasvorkommen mit westdeutschem Knowhow und Kapital seit den 1950er Jahren, der skandinavischen Wärmewende mit systematischem Ausbau von mit Solarthermie und Kraftwärme-Kopplung betriebenen Fernwärmenetzen in den 1970er Jahren, der Erschließung der Kernkraft in Deutschland seit den 1970er Jahren, dem Ausbau erneuerbarer Energien seit den 1990er Jahren oder der europäischen Neuregulierung der Strom- und Gaswirtschaft beginnend 1996 zur Schaffung von Strom- und Gas-Handelsmärkten.
Weiterhin ist die Energiewirtschaft in vielen Bereichen durch große Player mit erheblicher Marktmacht gekennzeichnet. Hier treten insbesondere die international operierenden und vertikal integrierten Ölkonzerne hervor, die neben dem Zugang zu den Ölquellen selbst auch große Teile der Wertschöpfungskette bis zu den Tankstellennetzen beherrschen.

## Monitoring des nationalen Energiebedarfs
Zur Überwachung des nationalen Energiebedarfs und seiner Verwendung werden von allen Industriestaaten Energiebilanzen erstellt. Zur Analyse des Energiebedarfs, seiner Verwendung, der beteiligten Marktstrukturen und der Preisbildung werden betrachtet:
- Energiequellen, unterschieden nach Primär- und Sekundärenergie
- Energiegewinnung,
- Energiespeicherung,
- Energieübertragung,
- Energiehandel,
- Vertrieb und
- Abrechnung von Energie sowie
- Energiesicherheit.

Die Energiewirtschaft zählt neben Verkehr, Wärmeversorgung, Chemieindustrie und Landwirtschaft zu den wichtigsten Schadstoffemittenten in der globalen Wirtschaft. Sie gehört weiterhin zu den Kritischen Infrastrukturen der Volkswirtschaft.

## Geschichte
Von Energiewirtschaft im engeren Sinne kann man seit der Spätphase der industriellen Revolution sprechen. Die Anfänge bildeten die gewerbsmäßige Gewinnung von Energieträgern und die Brennstoffhändler in den Städten und industriellen Zentren, die die Privathaushalte und die Industrie mit Holz und Kohle als damalige Hauptenergieträger versorgten.
Die städtische Gasversorgung beginnt Anfang des 19. Jahrhunderts, die städtische Versorgung mit Strom etwa 50 Jahre später. Dafür wurde der Aufbau einer Versorgungsstruktur mit Leitungsnetzen notwendig. Sie war zunächst kommunal organisiert. Mit dem Beginn des 20. Jahrhunderts begannen jedoch mit dem Bau überregionaler Netze starke Konzentrations- und Monopolbildungstendenzen in der Strom- und Gaswirtschaft. Diese wurden als effizient und somit als natürliche Monopole betrachtet. Eine staatliche Überwachung der Elektrizitätswirtschaft wurde erst im Energiewirtschaftsgesetz von 1933 von den Nazis durchgesetzt.
Mit dem Energiewirtschaftsgesetz von 1996 wurden der Netzbetrieb regulatorisch von der Energielieferung getrennt und alle größeren Energieversorger entsprechend in mindestens zwei Unternehmen aufgeteilt. Dies ermöglichte Strom- und Gas-Handelsmärkte, auf denen Strom und Gas wie Wertpapiere gehandelt werden können (siehe Stromhandel). Die Interaktion zwischen Netzbetreiber und Lieferanten von Strom- und Gas regelt ein umfangreicher europäischer Regulierungsrahmen (siehe Energiemarkt). Ein Meilenstein bei der Entwicklung der Strom- und Gasmärkte war die Gründung der europäischen Strombörse (EEX) in Leipzig im Juni 2000.
In Deutschland unterliegen die Endverbrauchertarife für Strom und Gas seit Mitte 2007 nicht mehr den zuständigen Behörden der Bundesländer. Die Bundesnetzagentur und die Landesregulierungsbehörden prüfen nur noch die Netznutzungsgebühren.

## Institute und Forschung (Auswahl)
- Elektrische Anlagen und Netze, Digitalisierung und Energiewirtschaft (IAEW) der RWTH
- Fraunhofer IEE: Fraunhofer-Institut für Energiewirtschaft und Energiesystemtechnik
- Lehrstuhl für Energiewirtschaft (IIP) des KIT
- Professur für Energiemanagement-Technologien an der TUM

## Energiewirtschaft in Staaten
- Deutsche Energiewirtschaft
- Österreichische Energiewirtschaft
- Energiewirtschaft Russlands
- Energiewirtschaft Litauens

### Fachbücher
- Christian Theobald, Christiane Nill-Theobald: Grundzüge des Energiewirtschaftsrechts: die Liberalisierung der Strom- und Gaswirtschaft (= Energierecht). 3. Auflage. Beck, München 2013, ISBN 978-3-406-65123-6.
- Thomas Schöne: Vertragshandbuch Stromwirtschaft: praxisgerechte Gestaltung und rechtssichere Anwendung (= Energierecht). 2., überarb.  Auflage. EW Medien und Kongresse, 2014, ISBN 978-3-8022-1122-5.
- Christian Aichele, Oliver D. Doleski (Hrsg.): Smart Market: Vom Smart Grid zum intelligenten Energiemarkt. Springer Fachmedien Wiesbaden, Wiesbaden 2014, ISBN 978-3-658-02777-3, doi:10.1007/978-3-658-02778-0.
- Peter Zweifel, Aaron Praktiknjo, Georg Erdmann: Energy Economics (= Springer Texts in Business and Economics). Springer Berlin Heidelberg, Berlin, Heidelberg 2017, ISBN 978-3-662-53020-7, doi:10.1007/978-3-662-53022-1 (englisch).
- Hans-Wilhelm Schiffer: Energiemarkt Deutschland: Daten und Fakten zu konventionellen und erneuerbaren Energien. Springer Fachmedien Wiesbaden, Wiesbaden 2019, ISBN 978-3-658-23023-4, doi:10.1007/978-3-658-23024-1.
- Jens-Peter Schneider, Christian Theobald: Recht der Energiewirtschaft: Praxishandbuch. 5., neu bearbeitete  Auflage. C.H. Beck, München 2021, ISBN 978-3-406-73876-0.
- Manfred Hafner, Giacomo Luciani (Hrsg.): The Palgrave Handbook of International Energy Economics. Springer International Publishing, Cham 2022, ISBN 978-3-03086883-3, doi:10.1007/978-3-030-86884-0 (englisch, Open Access).
- Heinz- J. Bontrup, Ralf-M. Marquardt, Kritisches Handbuch der deutschen Elektrizitätswirtschaft, Branchenentwicklung, Unternehmensstrategien, Arbeitsbeziehungen, edition sigma Verlag Berlin 2010, ISBN 978-3-8360-8712-4
- Heinz-J. Bontrup, Ralf-M. Marquardt, Die Zukunft der großen Energieversorger, UVK Verlagsgesellschaft Konstanz, München 2015, ISBN 978-3-86764-636-9

### Sachbücher
- Ines Zenke, Stefanie Neveling, Bernhard Lokau: Konzentration in der Energiewirtschaft: politische und rechtliche Fusionskontrolle (= Schriftenreihe Energie- und Infrastrukturrecht. Band 6). Beck, München 2005, ISBN 978-3-406-52432-5.

### Ältere Werke
- Wilm Tegethoff, Ulrich Büdenbender, Heinz Klinger: Das Recht der öffentlichen Energieversorgung. Kommentar. etv Energiewirtschaft und Technik Verlags-Gesellschaft, Gräfelfing u. a. 1985–2000, ISBN 978-3-925349-13-3 (ab der 13. Erg.-Lfg.), (Loseblatt-Ausgabe).
- Wilm Tegethoff: Probleme der räumlichen Energieversorgung. Vincentz, Hannover 1986, ISBN 978-3-87870-765-3 (Akademie für Raumforschung und Landesplanung, Forschungs- und Sitzungsberichte der ARL 162).